# 플랑레우아트

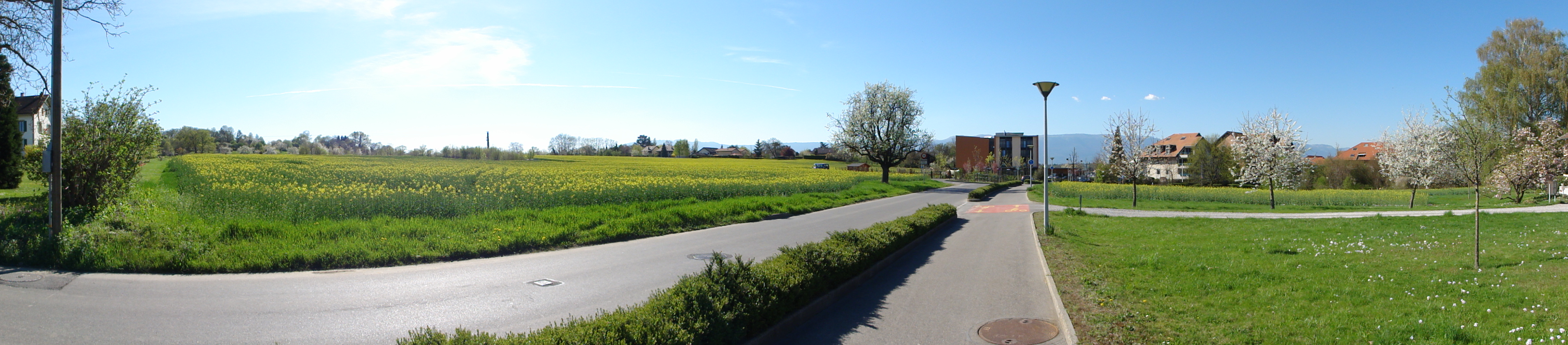
플랑레우아트

플랑레우아트(프랑스어: Plan-les-Ouates)는 스위스 제네바주에 위치한 도시로 면적은 5.86km2, 높이는 405m, 인구는 10,344명(2015년 12월 기준), 인구 밀도는 1,800명/km2이다. 론강 좌안과 접한다.

시 문장

## 자매 도시
- 스위스 비르스펠덴
- 프랑스 빌프랑슈쉬르메르